# Ibis (mitologija)
Ibis je v staroegipčanski mitologiji sveta ptica, ki uteleša boga modrosti.